# Galathowenia oculata
Galathowenia oculata é uma espécie de anelídeo pertencente à família Oweniidae.
A autoridade científica da espécie é Zachs, tendo sido descrita no ano de 1923.
Trata-se de uma espécie presente no território português, incluindo a sua zona económica exclusiva.